# 2021年俄美峰会
2021年俄美峰会（2021 Russia–United States summit）是美国总统乔·拜登和俄罗斯总统弗拉基米尔·普京于2021年6月16日在瑞士日内瓦举行的峰会，此次峰會也被称为拜登-普京峰会。会后双方发表联合声明，宣布两国將就軍控等問題开展双边战略稳定对话以及让双方大使重回驻在国工作。